# Thomas Zereske
Thomas Zereske, född den 22 maj 1966 i Neubrandenburg, Tyskland, död 28 juni 2004 i Neubrandenburg, var en östtysk och därefter tysk kanotist.
Han tog bland annat VM-guld i C-2 200 meter i samband med sprintvärldsmästerskapen i kanotsport 2011 i Szeged.